# Teatro Sociale (Brescia)
Il teatro Sociale è un teatro di Brescia, secondo per grandezza e capienza al teatro Grande, situato in via Felice Cavallotti, a est di piazza Bruno Boni. Fondato nel 1851 come teatro Guillaume, è stato ricostruito due volte e la struttura attuale, in pieno stile liberty, risale al 1905. A lungo abbandonato nella seconda metà del Novecento, è stato recuperato alla fine del secolo e riaperto al pubblico nel 2000.

## Storia

### Il teatro Guillaume
Nel 1817 Francesco Luigi Guillaume, sciolta la compagnia di spettacoli equestri itinerante che aveva costituito in gioventù in Francia, si stabilisce a Brescia. Undici anni dopo il suo arrivo in città, in società con il figlio Luigi, decide però di riprendere l'attività e, a questo scopo, richiede in affitto parte del soppresso convento di San Barnaba per l'estate del 1828. All'interno del chiostro maggiore, Guillaume costruisce un anfiteatro in legno dove poter rappresentare esercizi equestri e spettacoli di giocolieri: fondando il primo teatro brillante, borghese e popolare di Brescia, Francesco e suo figlio conquistano incredibilmente una larghissima fama. L'impianto in San Barnaba viene mantenuto fino al 1832.
Nel 1851, ceduta la compagnia, il figlio Luigi edifica, sotto la direzione dell'ingegnere Antonio Taeri, un primo teatro a tutti gli effetti a nord di via Moretto, nell'ortaglia del demolito convento degli Umiliati, cui faceva capo la chiesa di Santa Maria Maddalena, anch'essa atterrata quasi completamente. Il terreno era dell'Ospedale di San Luca, che ne deteneva la proprietà almeno dal 1847. Su questo primo teatro, completamente in legno, le notizie sono molto scarse: aveva sicuramente due ordini, dei camerini e una terrazza. Alcune modifiche vengono apportate nel 1862 dall'ingegnere Domenico Buizza.
Questa prima costruzione viene demolita nel 1873 e sostituita da un più ampio e dignitoso teatro progettato dal palermitano Luigi Valere, cognato del Guillaume. L'immagine della costruzione ci è tramandata dalla carta intestata della società teatrale che lo gestiva: si trattava di un teatro in legno e muratura, con quattro ordini di palchi più il loggione. Al suo interno si svolgevano opere, commedie, spettacoli equestri, vaudevilles, varietà e concerti, nello spirito di politeama che ha sempre contraddistinto questa sala. Nel 1884 vengono effettuati dei miglioramenti al foyer e alle scale e viene aperto un nuovo ingresso.

### Il nuovo teatro Sociale
L'attività del teatro prosegue con alterne fortune fino al 1905, quando viene chiuso per motivi di sicurezza a causa della precaria staticità della struttura. Approfittando della chiusura, l'edificio viene acquistato dal conte Antonio Valotti che fonda una società per la sua ricostruzione. Su progetto dell'ingegnere Arnaldo Trebeschi, la vecchia sala viene demolita per erigere il teatro che ancora oggi si conserva. La nuova struttura in cemento armato, mostrata nella sua essenzialità, viene abbinata a decorazioni liberty. Il nuovo teatro, denominato Sociale, trae comunque l'eredità dalla precedente gestione, non potendo smentire il carattere originario del Guillaume e, quindi, costituendo a lungo in Italia sinonimo di teatro popolare "leggero", molto ricettivo nei confronti delle novità e dei gusti del pubblico medio, che al suo interno non doveva vergognarsi dei propri abiti non ricchi.
Nel 1954 viene bandito un concorso per la ristrutturazione del teatro, ma i lavori effettivi vengono avviati solamente alla fine del secolo, dopo più di vent'anni di abbandono e degrado. Il progetto di ristrutturazione viene affidato all'ingegnere Roberto Berlucchi, affiancato da Enrico Job e Cesare Lievi: al primo vengono affidati la decorazione liberty e l'arredo originale del teatro, che vengono integrati disegnando nuovi apparati come le appliques e il grande lampadario, interamente realizzato in ferro battuto lavorato a mano dal fabbro Sergio Bara, mentre al secondo l'organizzazione degli apparati di palcoscenico. Il teatro Sociale è stato riaperto al pubblico il 24 gennaio 2000 e da allora funziona regolarmente, presentando soprattutto stagioni di prosa e concerti di musica leggera o da camera.

### Teatro Stabile di Brescia
La gestione del Teatro Sociale (e del Teatro Santa Chiara) è affidata al Teatro Stabile di Brescia, nato nel 1974 per iniziativa del Comune di Brescia e della Provincia di Brescia, cui si sarebbe affiancata nel 1991 la Regione Lombardia. Il Centro Teatrale Bresciano proseguiva la tradizione della Compagnia della Loggetta, un gruppo teatrale che fin dai suoi esordi (1960) aveva giocato un ruolo di rilievo nel rinnovamento della scena italiana, grazie soprattutto alle regie di Mina Mezzadri.
Il CTB Teatro Stabile di Brescia fa parte dei diciassette teatri stabili pubblici italiani ed ha una particolarità che condivide solo con un altro teatro stabile, quello di Catania, ovvero quello di agire in una regione nella quale esiste un altro stabile. Nel nostro caso, lo stabile bresciano è uno dei due in Lombardia al fianco del Piccolo Teatro di Milano. Un'eccezione questa che chiarisce il bisogno di teatro della nostra regione.
Il CTB Teatro Stabile di Brescia svolge continuativamente e con successo la sua attività a Brescia e in provincia producendo, ogni stagione, spettacoli che vengono rappresentati in sede - nella sala del teatro Sociale e nella più piccola del teatro Santa Chiara – che poi sono inseriti nei circuiti di programmazione nazionale e talvolta anche internazionale grazie al livello culturale e artistico ormai generalmente riconosciuto. Nella programmazione non manca la presenza della migliore realtà locale, delle sue tradizioni, e dei suoi artisti; infatti lo stabile ha curato e cura la messa in scena d'importanti testi di autori dialettali contemporanei.
Oltre l'attività produttiva il CTB - Teatro Stabile di Brescia, organizza la Stagione di Prosa e la Rassegna Altri percorsi, che accolgono in cartellone spettacoli di genere dal classico al contemporaneo, prodotti da altri teatri e compagnie di alto livello artistico.
Si dedica, inoltre, ad attività culturali fortemente radicate nella città quali conferenze, incontri e dibattiti che vengono ospitati nel foyer del Teatro Sociale.
Da parecchi anni una parte delle risorse vengono impiegate per la diffusione della cultura teatrale sul territorio, privilegiando in particolare il rapporto con le scuole superiori. Si organizzano corsi per docenti e lezioni interdisciplinari tenute da esperti, prove aperte, incontri con registi, attori, tecnici e organizzatori, esperienze dirette che permettendo loro di conoscere da vicino i vari aspetti della macchina teatrale.